# Ам'єнський собор

Собор Ам'єнської Богоматері, або просто Ам'єнський собор (фр. Cathédrale Notre-Dame d'Amiens) — кафедральний собор католицької єпископії та парафія єпископа Ам'єна (нині Жан Люк Боілєрет). Він розташований на похилому вододілі річки Сомма, в адміністративному центрі області французької Пікардії за 120 кілометрів на північ від Парижа.
Цей собор є найвищим завершеним собором у Франції, де звід кам'яної арки сягає висоти 42.30 метрів (перевершений тільки незакінченим собором Святого Петра). У нього також величезний внутрішній об'єм — більший від усіх соборів у Франції, та оцінюється величиною приблизно 200 000 кубічних метрів (260 000 куб.яр.). Собор був побудований між 1220 та 1270 роками та зареєстрований у списку Світової спадщини ЮНЕСКО із 1981 року. Попри втрату майже всього з оригінального набору мозаїчного скла, Ам'єнський собор відомий якістю та кількістю готичних скульптур початку XIII століття, розміщених на головному фасаді із заходу та брамі Південного трансепту, а також великої кількості поліхромних скульптур пізнішого часу в середині будівлі.

## Будівництво

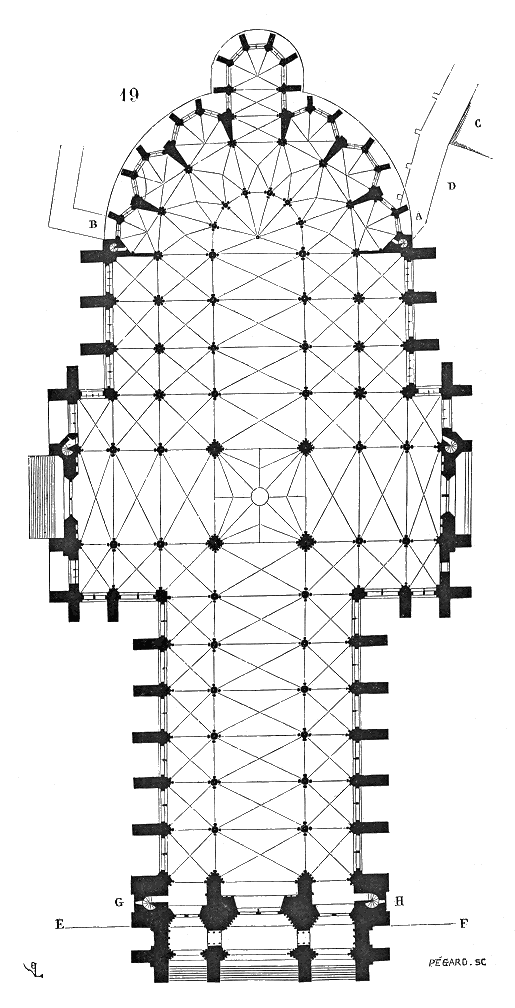
План собору.

Нестача документації пов'язаної із будівництвом готичного собору може бути покладена частково на пожежі, що знищили індексні архіви в 1218 та 1258 роках. Під час останнього загоряння вогонь пошкодив також і будинок. Єпископ Едуард д'Фолі ініціював відновлювальні роботи у 1220 році.
Робер де Лузарш був архітектором до 1228 року, а після нього — Тома де Кормон до 1258 року. Його син, Рено де Кормон, був залучений як архітектор так само до 1288 року.
Літопис Корбі дає дату завершення будівництва церкви у 1266 році. Але косметичні ремонти все-таки тривали. Підлога споруди показує різноманітність оформлення, як, наприклад, у вигляді мозаїки свастики, уособлюючи тріумф Ісуса над смертю. Лабіринт, зокрема, був збудований у 1288 році.
Церковний собор згідно з деякими твердженнями утримує голову Івана Хрестителя, реліквія привезена з Константинополя Валоном д'Сартоном, коли той повертався із Четвертого хрестового походу.
Будівництво кафедрального собору в ці часи може споглядатися, як результат вдалого збігу нагоди та потреби. Руйнування будівлі раніше та спроби реконструювати її після пожеж спонукали доволі продуктивні відновлювальні роботи, що після завершення породило дуже помітну художню цілісність витвору.
Тривале та відносно мирне царювання французького короля Людовика IX принесло регіону добробут, сформованого внаслідок процвітання сільського господарства та доброї торгівлі сукном, що уможливило подальші інвестиції.
Величні собори Реймський та Богоматері є сучасниками Ам'єнського собору.

## Структурні дефекти

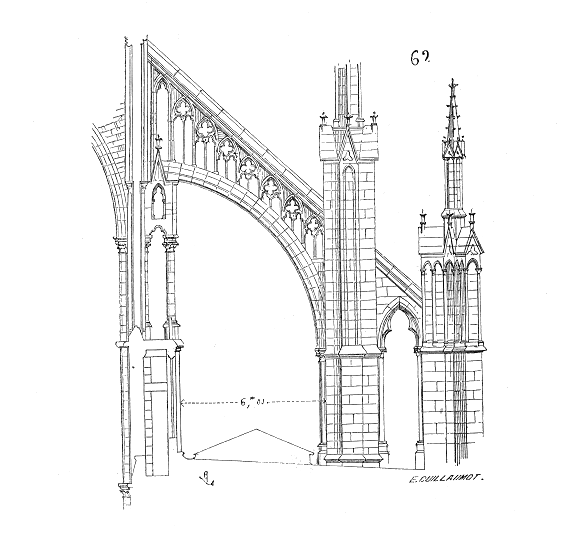

Своєрідний дизайн аркбутанів навколо помосту хористів, згідно з яким вони були розміщені надто високо, щоб урівноважувати навантаження арки стелі, прогинались назовні та створювали надмірні бокові сили, які нейтралізувалися вертикальними колонами. Архітектурна форма була збережена тільки декількома століттями пізніше, коли каменярі розмістили додатковий ряд стійкіших аркбутанів, що завели нижче на зовнішню стіну. Це рішення все-таки не розв'язало аналогічну проблему із нижньою стіною, котра дала тріщину десь у Середньовіччі. Проте такий недолік виправили латкою із плетеного арматурного ланцюга на рівні антресолі, щоб протидіяти навантаженням, які виштовхують кам'яні колони надвір. Ланцюг встановлювали нагаряче, і він вкорочувався у процесі охолодження, забезпечуючи натяг.

## Екстер'єр

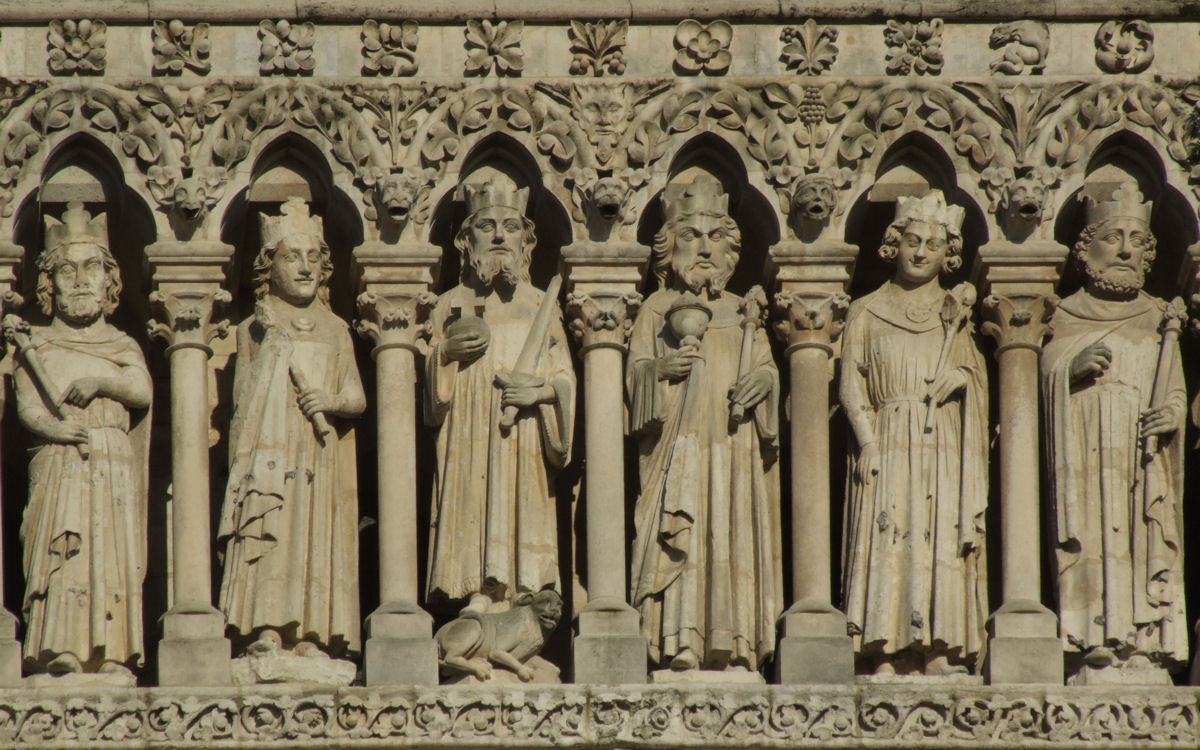
Скульптури королів.

Західний фасад собору, збудований як єдиний ансамбль у 1220–1236 роках, демонструє незвичайний рівень артистичної цілісності: його нижній ярус із трьома розлогими та глибокими папертями завершений галереєю із двадцяти двох королів збільшеного вигляду, котрі розташовані по усій довжині під вікном у вигляді троянди. Над цим вікном є аркада «galerie des sonneur». По флангах від головного зводу розміщені дві вежі, які були зведені нехтуючи домінантним дизайном. Південна вежа була завершена в 1366 році. Північна ж сягає більшої висоти у 1406 році.
Західна брама собору дуже доречно відома завдяки витонченим скульптурам, що зображають цілу галерею місцево шанованих святих та есхатологічних сцен. Статуетки на воротах церкви були відзначені як такі, що боготворять рідно вірних святих Вікторика, Генціана, Домітуса, Ульфія та Фірміни.

## Кольоровий фасад
Застосовуючи технологію лазерної чистки в 1990 роках, було виявлено, що західний фасад будівлі собору початково був пофарбований в багатоколірні барви. Використовувалася спеціальна методика для визначення складу фарби під час її застосування у XIII столітті. Так, у співпраці із лабораторією Електрики Франції та експертизою Співдружності Скерзо, була розроблена спеціальна витончена процедура освітлення для прояву кольорів на фасаді собору із точністю, відображаючи мультикольорову сутність витвору тринадцятого століття. Коли світло спрямовувалося на статуетки навколо воріт — результатом стало вражаюче явище, що здавалося б оживляло фігурки. Проєкція кольорів досить слабка для фотографування, але звичайна плівка достатньо високої якості відтворює враження.

Галерея зовнішнього вигляду
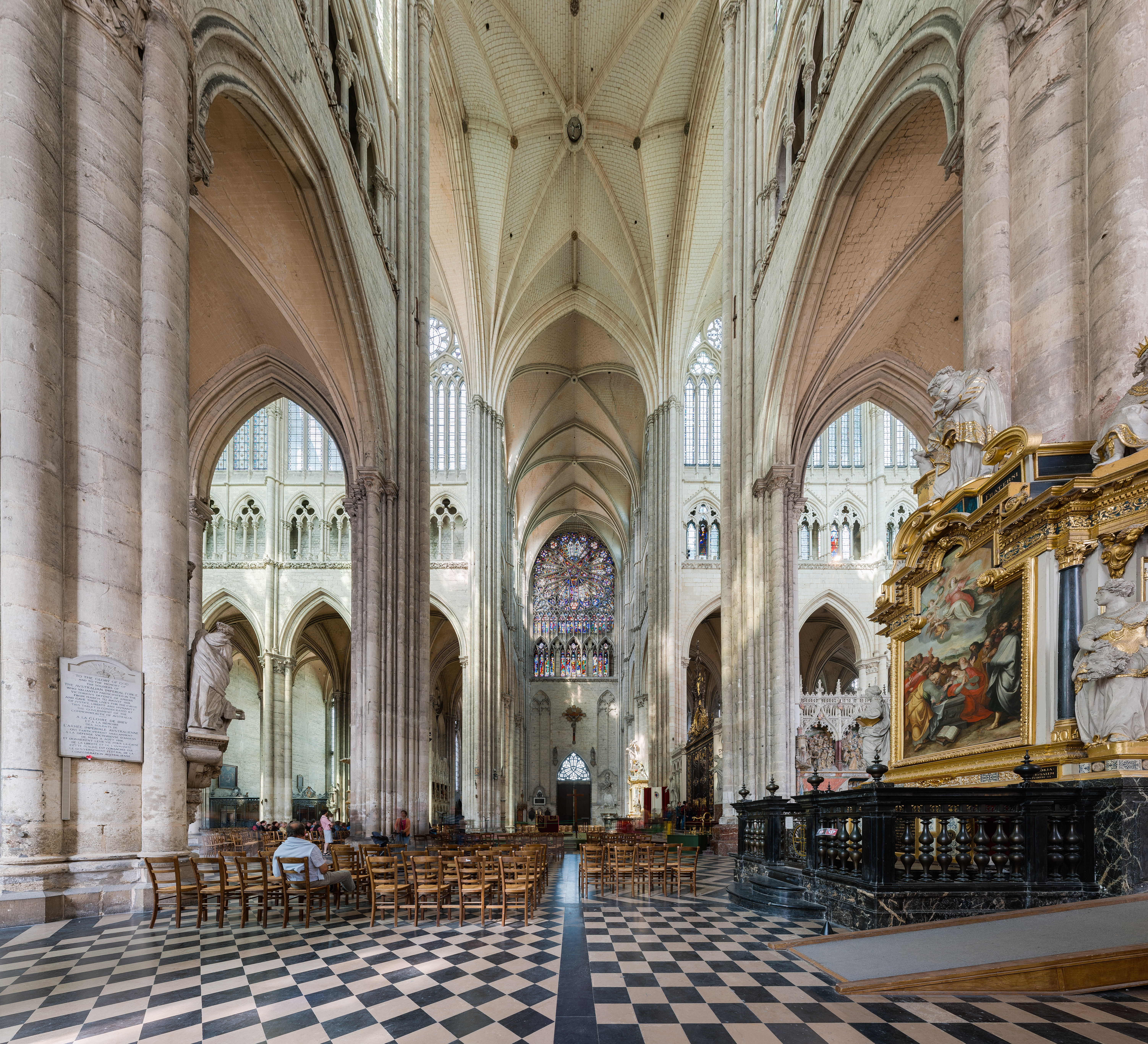
Трансепт та північні вітражі.
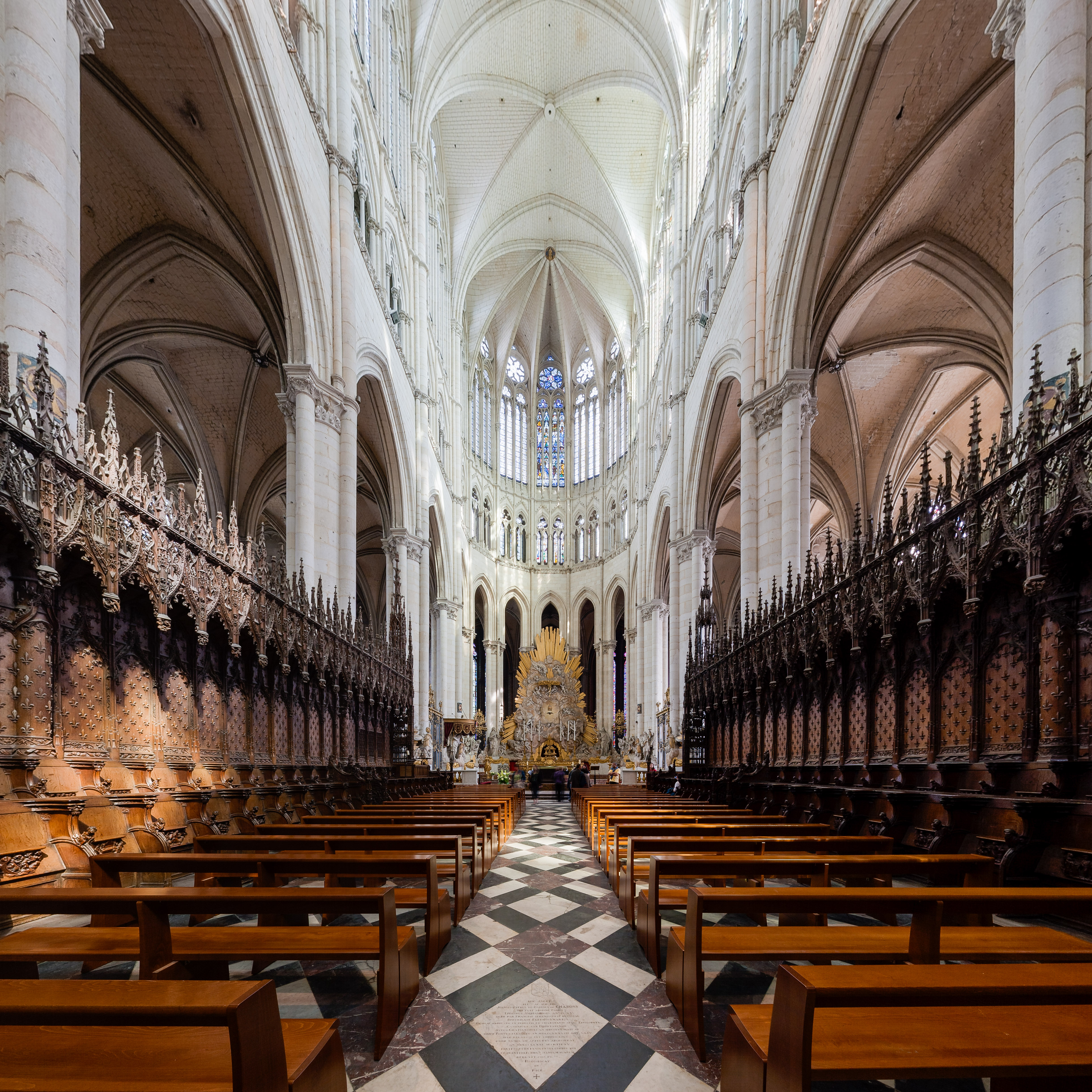
Хор та престол біля південного вікна
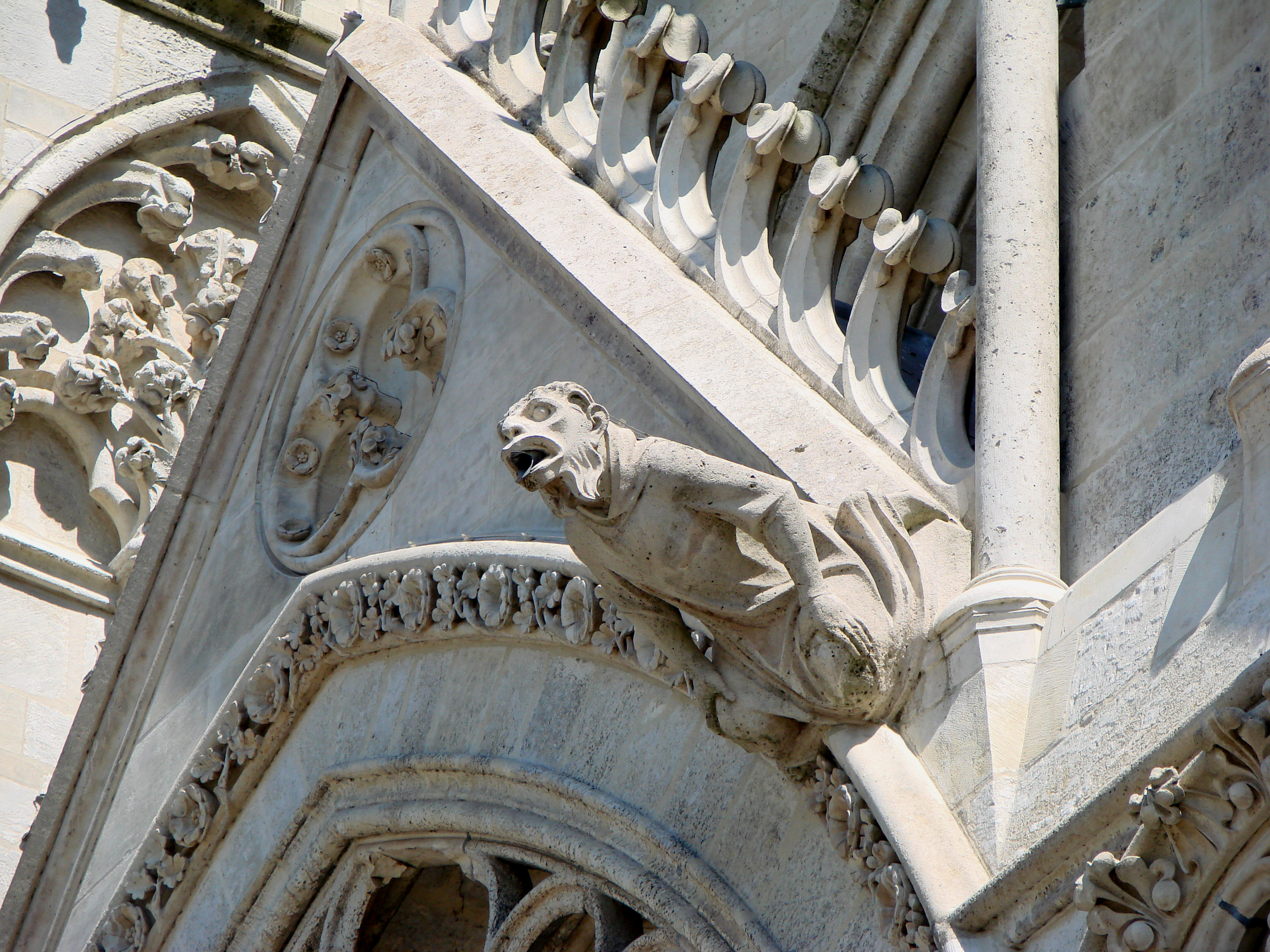
Ґарголі і скульптурні деталі.
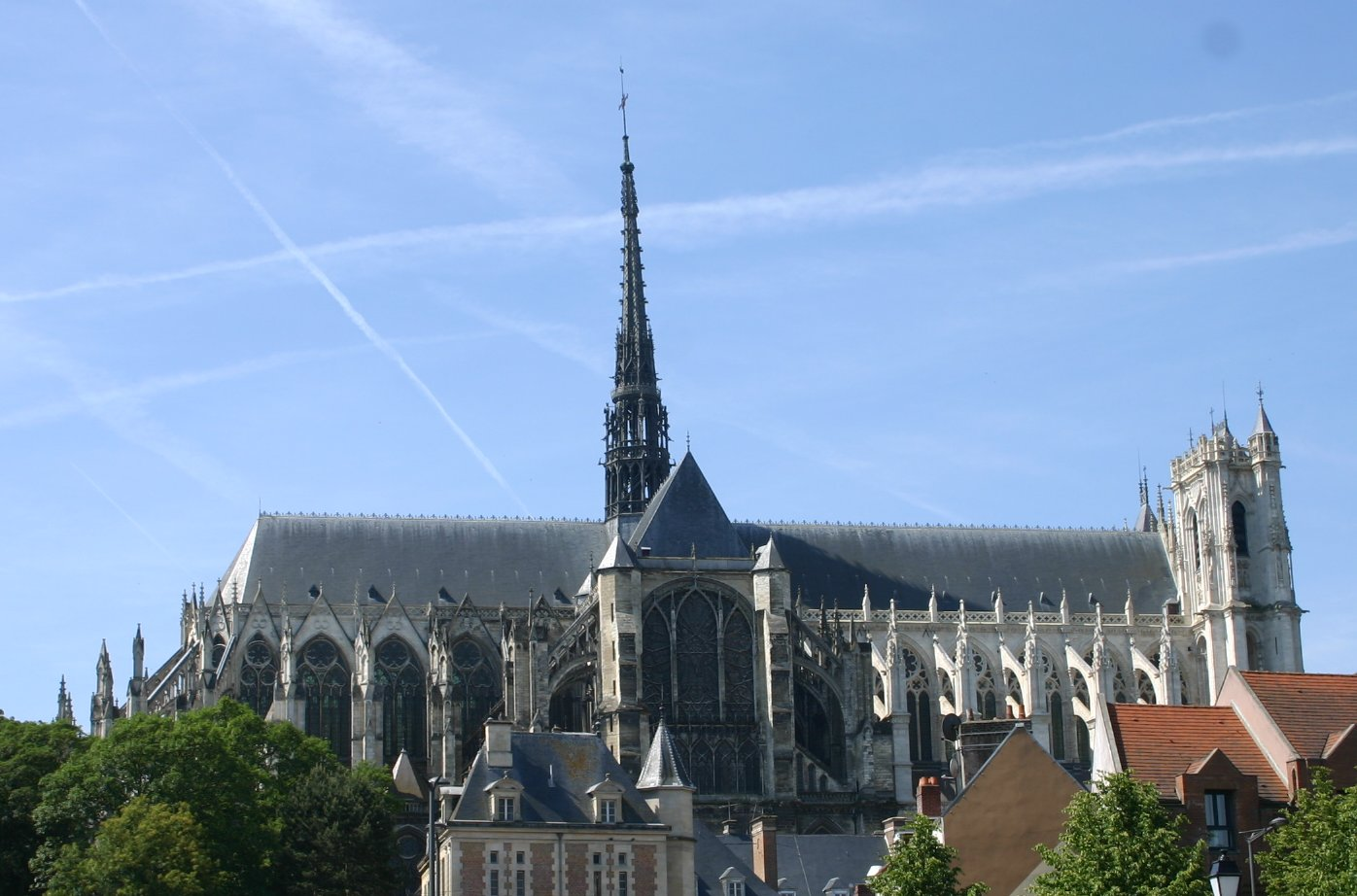
Вигляд з півночі на акрбутан та сиґнатурку (головний шпиль).
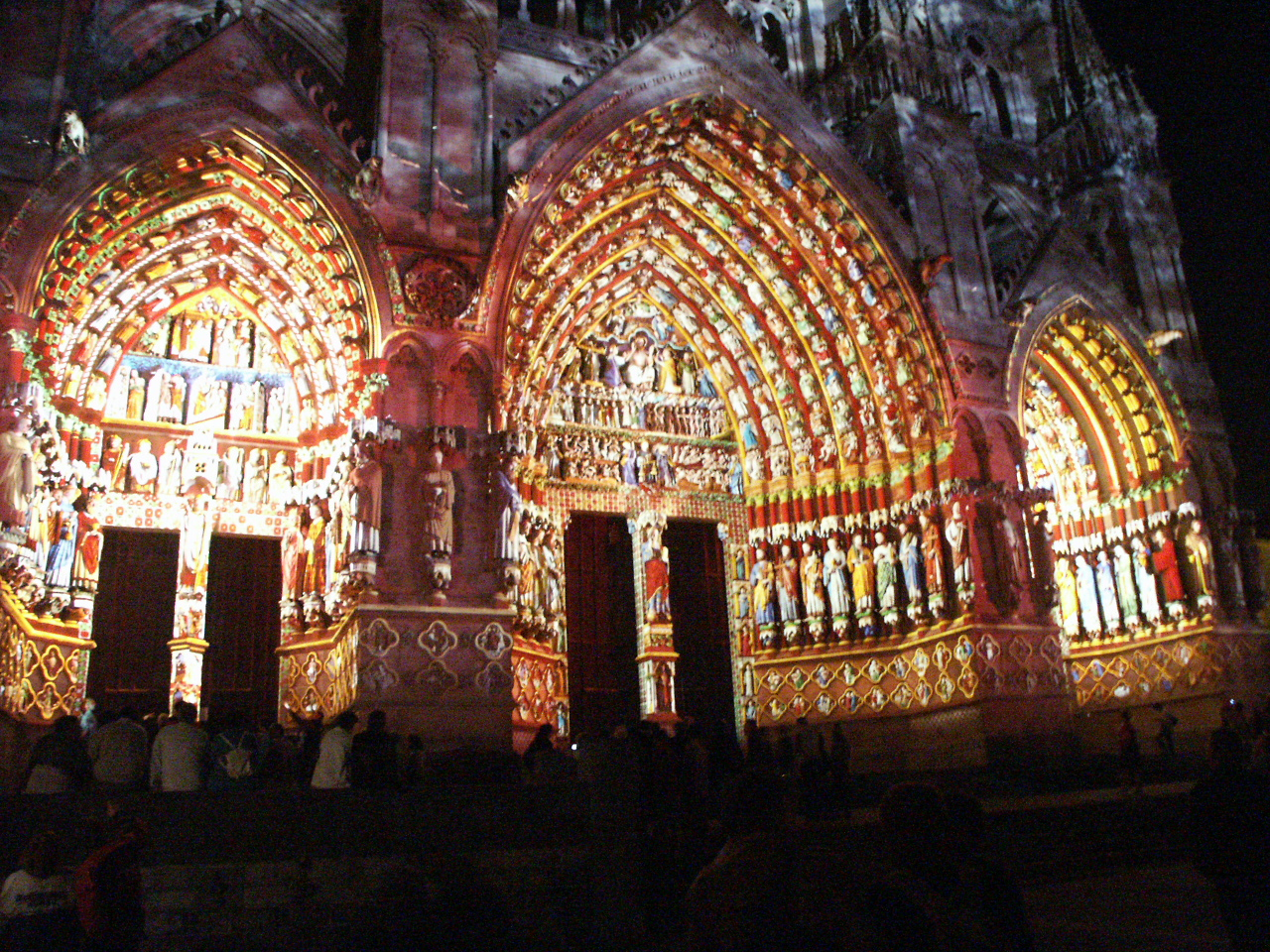
Проектування автентичних кольорів на фасад.
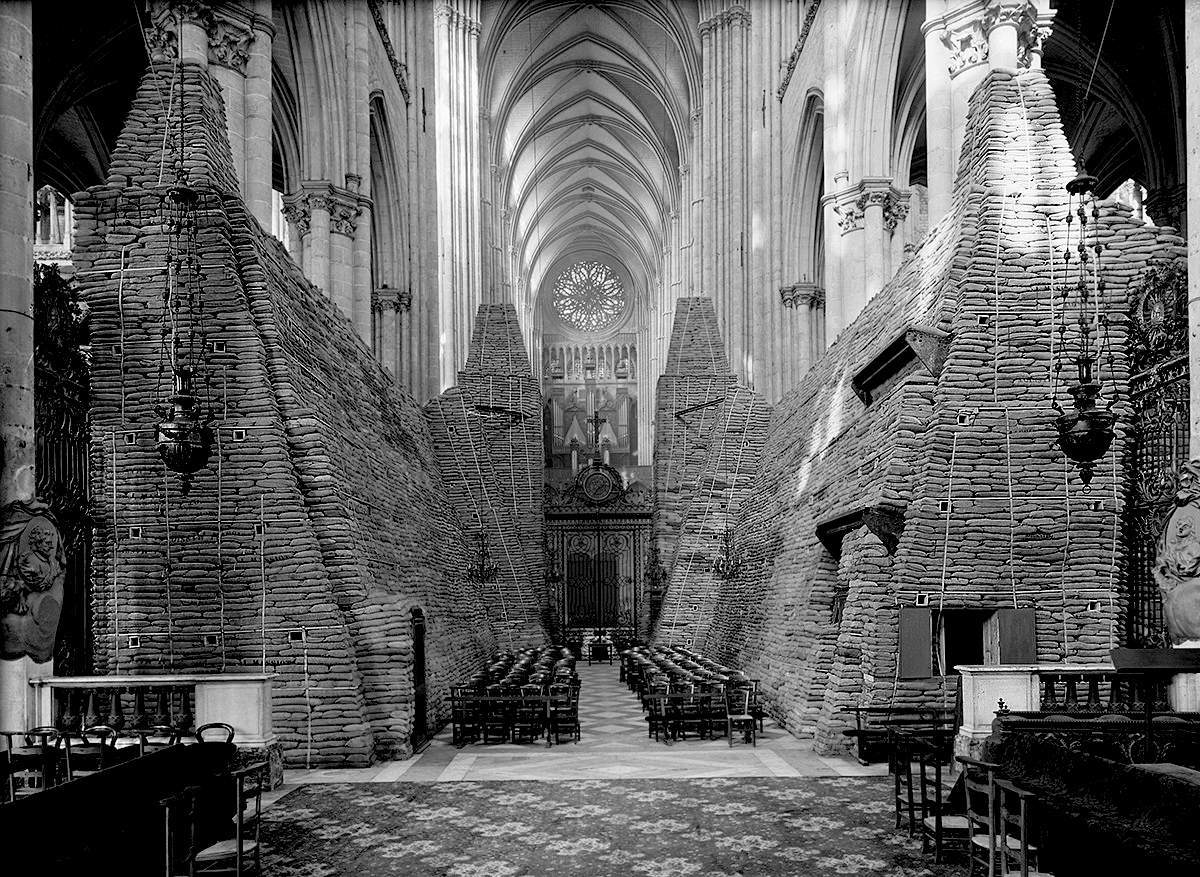
Захист будівлі собору в часи Першої світової війни.

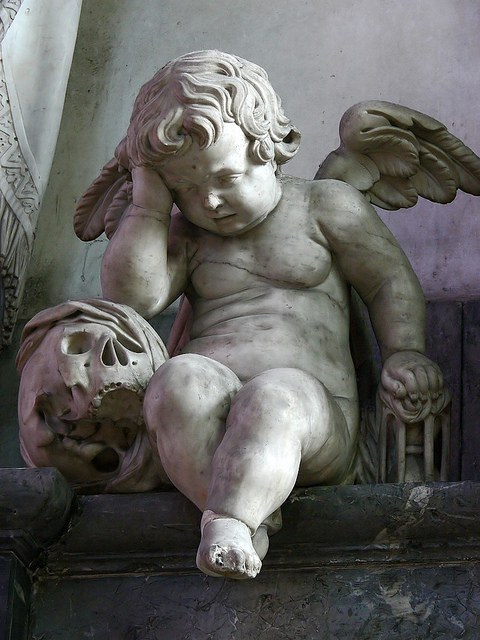
Знаменитий Ангел, що плаче, скульптура XVII століття на підставці амбулаторію, що зразу позаду високого престолу

## Голова святителя
Початковою рушійною силою будівництва собору було привезення вельми відомої голови Івана Хрестителя в грудні 17 числа 1206 року. Цю голову вкрали й привезли під час Четвертого хрестового походу, початковою метою якого мала б бути атака на турків, але згодом ціль його змінилася на грабунок великого християнського міста Константинополя. Розкішне облямування прикрашало скарбницю, де зберігався череп. Усупереч втраті реліквії, у ХІХ столітті була виготовлена репліка, яка ще досі притягає до себе молитвами та медитацією зі сторони Північного проходу.

## Ренесанс поліхромних скульптур
Одними із найвагоміших творів є низка поліхромних скульптур, які датуються в основному кінцем п'ятнадцятого та шістнадцятого століть. Багато із них в Північному трансепті ілюструє очищення храму Ісусом з уявним відтворенням Храму. Обидві сторони амбулаторію послідовно демонструють життя двох святих, чий культ приніс найбільшу кількість парафіянин до собору: Іван Хреститель та Фірмін Ам'єнський, перший єпископ собору. Скульптори були уважними в побудові паралелізму, розказуючи розмаїті історії: обом святим відтяли голови через приниження багатих та владних, потерпання від зневаги та втрат, аж поки прийдешні покоління не відкрили їх спадок та зберегли уподобаючи.